# Cynorkis stolonifera
Cynorkis stolonifera är en orkidéart som först beskrevs av Rudolf Schlechter, och fick sitt nu gällande namn av Rudolf Schlechter. Cynorkis stolonifera ingår i släktet Cynorkis, och familjen orkidéer. Inga underarter finns listade i Catalogue of Life.